# Igreja Verbo da Vida
Igreja Verbo da Vida (também conhecida como Ministério Verbo da Vida) é uma denominação cristã protestante de confissão neopentecostal. Faz parte do "Ministério Verbo da Vida", que é ligado ao "Kenneth Hagin Ministries", em Tulsa, Estados Unidos. Em 1985, a Igreja foi fundada pelo casal Harold Leroy Wright e sua esposa Janace Sue Wright em Guarulhos, São Paulo, mas mantém sua sede em Campina Grande, na Paraíba. Seu atual presidente é Guto Emery, porém o pastor da igreja verbo da vida sede é Tiago Borba.
A denominação é conhecida pela realização de eventos musicais, teologia da prosperidade triunfalista, unção do riso, entre outras práticas não-bíblicas, e encontra-se espalhada por vários países, tais como Angola, Argentina, Canadá, Chile, Estados Unidos, França, Inglaterra, Moçambique, Paraguai, Portugal, Suécia, Suíça e Uruguai.

## História
Em 15 de setembro de 1985, na cidade de Guarulhos, São Paulo, foi fundada, por Harold Leroy Wright e sua esposa Janace Sue Wright, a Igreja Verbo da Vida. Em 1992, a denominação fundou sua primeira igreja em Campina Grande. Desde então, a denominação cresceu e se expandiu pelo Nordeste do Brasil e pelo mundo A denominação tornou-se conhecida pelo seu trabalho musical, por sua participação política, principalmente prezar pela prosperidade

## Doutrina
É uma denominação cristã trinitária, que acredita na queda do homem pelo pecado e sua necessidade de redenção, no pentecostalismo, na ressurreição e no inferno. A Igreja Verbo da Vida também se caracteriza por prezar pelo conhecimento da Palavra da Fé, incentivar a castidade ou abstenção de relações sexuais, antes do casamento, prosperidade triunfalista, unção do riso, cair no espírito, espera por um avivamento, entre outras.
O Ministério Verbo da Vida supervisiona no Brasil e em algumas outras nações uma instituição de ensino interdenominacional chamada Centro de Treinamento Bíblico Rhema, que atua na formação teológica de ministros e ainda possui escola de Missões e de Ministros. Um de seus antigos alunos é o cantor e pastor André Valadão, atualmente pastor na Igreja Batista da Lagoinha.
Em 2014 a Igreja Presbiteriana do Brasil (IPB) declarou oficialmente que não reconhece a Igreja Verbo da Vida (IVV) como uma "igreja irmã", sob alegação de que a denominação prega a teologia da prosperidade triunfalista, e que só recebe membros da IVV por batismo e profissão de fé, tal como recebe todos os novos membros vindos de outras religiões não evangélicas. Outras muitas denominações protestantes não reconhecem a Verbo da Vida como denominação cristã, e sim como seita.

## Política
Em 2022, a pastor Wellington Carneiro, afiliado à denominação, se candidatou ao cargo de Governador de Pernambuco, pelo extinto Partido Trabalhista Brasileiro (PTB). Nos bastidores, a denominação direciona seus membros a votarem em partidos e candidatos alinhados às suas visões conservadoras, tendo histórico de indicações pela extrema-direita brasileira.